# Manuel Camo Nogués
Manuel Camo Nogués (Osca, 20 de maig de 1841 - 26 de desembre de 1911) va ser un periodista i polític espanyol, alcalde de la seva ciutat natal i diverses vegades diputat durant la Restauració per districtes de la província d'Osca.

## Biografia
Nascut a Osca el 20 de maig de de 1841, va col·laborar cap a 1867-1869 a El Alto Aragón i en 1872 va fundar el periòdic La Sinceridad, per a més tard fer el mateix amb La Montaña Aragonesa i en 1875 amb El Diario de Huesca, que dirigí fins a la seva mort. En aquest periòdic col·laborà amb Joaquín Costa, amb qui en els inicis del diari va tenir una relació de «afecte» que es transformaria en fredor i «clara oposició» a la fi de segle, havent arribat a ser descrit Costa com a «enemic declarat» de Camo. Va ser alcalde de la seva ciutat natal entre l'1 de febrer i el 14 d'octubre de 1872 o octubre de 1873.
Va pertànyer al Partit Republicà Possibilista d'Emilio Castelar i més tard al Partit Liberal de Práxedes Mateo Sagasta. En la seva carrera va comptar amb l'oposició de la Coalició Administrativa Oscense. Considerat «el cacic d'Osca», va obtenir escó de diputat a Corts pels districtes oscencs de Fraga, en les eleccions de 1893, 1896 i 1898; i d'Osca, a les eleccions de 1899, 1901, 1903 i 1905. Va morir el 26 de desembre de 1911, a Osca. Després de la seva mort es va erigir un monument en la seva memòria, a càrrec dels escultors Julio Antonio i Sebastián Miranda, que va ser seriosament danyat després de la instauració de la Segona República i del que només es conserva un bust. Camo va aparèixer retratat en la novel·la de Pascual Queral titulada La ley del embudo (1897), en un personatge anomenat «Gustito», així com apareix referit a Luces de Bohemia, de Valle Inclán.